# Cassinhars
Cassinhas (en francès Cassignas) és un municipi francès situat al departament d'Òlt i Garona i a la regió de la Nova Aquitània.

## Toponímia
El nom francès de la vila, Cassignas, ve del mot occità "casse", que significa roure, i que es troba a l'escut d'armes de la vila. Originàriament, prové del gal cassanos que vol dir roure.

## Demografia
| 1962                                       | 1968 | 1975 | 1982 | 1990 | 1999 | 2007 |
| ------------------------------------------ | ---- | ---- | ---- | ---- | ---- | ---- |
| 120                                        | 138  | 105  | 112  | 120  | 135  | 148  |
| Des de 1962: població sense dobles comptes |      |      |      |      |      |      |

## Administració
| Període   | Identitat         | Partit |
| --------- | ----------------- | ------ |
| 1989-2008 | Dominique Pascual |        |
| 2008-     | Alain Bayssié     |        |